# Stare Rożno
Stare Rożno (do 2008 Stare Roźno) – wieś w Polsce położona w województwie kujawsko-pomorskim, w powiecie aleksandrowskim, w gminie Aleksandrów Kujawski. Do 2007 roku używana była także nazwa Stare Roźno.
W latach 1975–1998 miejscowość administracyjnie należała do województwa włocławskiego.